# Вольные люди (Русское государство)
Вольные люди, Вольный государев человек — в Русском государстве название людей, не носивших государственного тягла, не причисленных ни к одному из «московских чинов» и противопоставлявшихся холопам.
В исторических документах слово вольный соответствовало слову свободный.
Государство ограждало личную безопасность вольного государева человека, но кроме этого никаких прав за ним не признавало. Естественно, каждый стремился, для обеспечения своего существования, приписаться к какому-либо чину и поступал в тот класс, в который его принимали, то есть делался или земледельцем, или каким-либо промышленником или служилым человеком, или же поступал в кабалу к частному лицу. Поэтому статус вольного государева человека исчез.
Позже словосочетание «Вольные люди», в конце XVIII века, относилось к крестьянам в западных губерниях России, не зачисленных в крепостные, но фактически находившихся в полной зависимости от помещиков, их поземельный быт устроен законами Российской империи от 1864, 1882 и 1888 годов.